# Porchiano del Monte
Porchiano del Monte è una frazione del comune di Amelia (TR).
Si trova arroccato su una collina, ad un'altezza di 463 m s.l.m., ed è popolato da 467 abitanti (dati Istat, 2019).

## Storia
Viene citato in alcuni archivi risalenti al Medioevo come Castrum Fortiani, una sorta di castello di difesa posto sulla valle del Tevere.
Inizialmente oggetto di disputa tra le città di Amelia, Todi ed Alviano, solo nel 1317 passò ad Amelia, dopo essere stato attaccato ed occupato diverse volte dai castelli vicini.
Nella prima metà del Trecento, dalla famiglia dei nobili Bufalari di Castel Porchiano, nacquero i beati Giovanni e Lucia.
Nel 1497 si dotò di uno statuto, e dunque godette di una certa indipendenza.
Comune autonomo denominato fino al 1863 Porchiano, fu accorpato nel 1876 dall'attuale comune che all'epoca faceva parte della provincia di Perugia.

## Economia e manifestazioni
Vi si trovano alcuni esperti artigiani nella tessitura e nel ricamo.
Porchiano è sede di una comunanza agraria, nota con il nome di Dominio Collettivo di Porchiano del Monte.
Vi opera inoltre un centro di riabilitazione per disabili.
Il 18 febbraio vi si celebra la festa del santo Simeone I di Gerusalemme, protettore del paese, mentre il 24 luglio si celebra Santa Cristina, co-protettrice.
È punto tappa del Cammino di Germanico.

## Monumenti e luoghi d'arte
- Resti del castello, con tratti di mura e la porta d'accesso;
- Chiesa parrocchiale di S. Simeone, dotata di campanile in stile romanico; al suo interno custodisce una delle cinque lastre di marmo macchiate dal sangue del Miracolo di Bolsena (1263);
- Chiesa di S. Cristina, esterna all'abitato;
- Chiesa della SS. Trinità, ad 1 km di distanza, contenente affreschi risalenti al XIV e XV secolo
- Parco Mattia

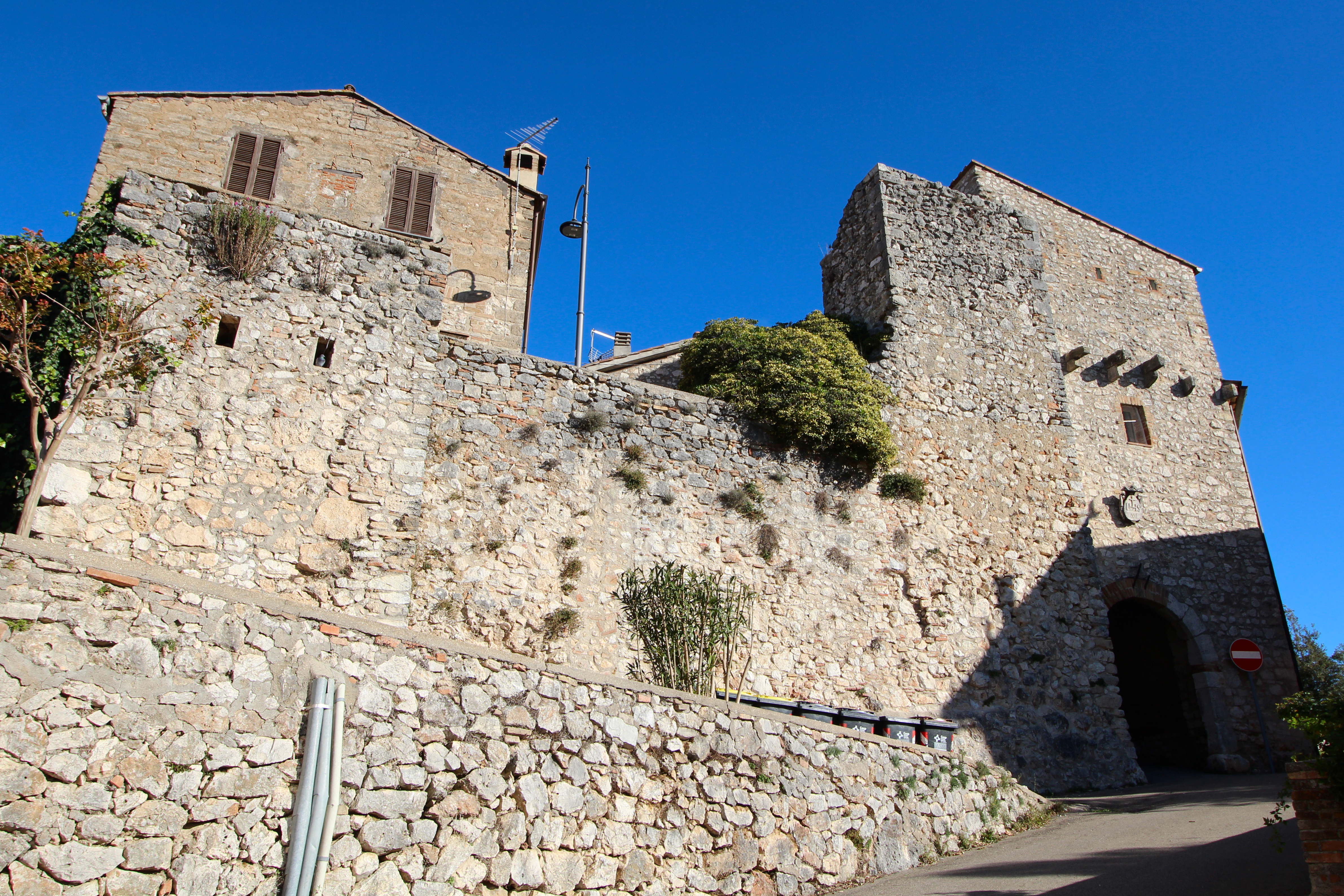
Le mura con la porta d'accesso
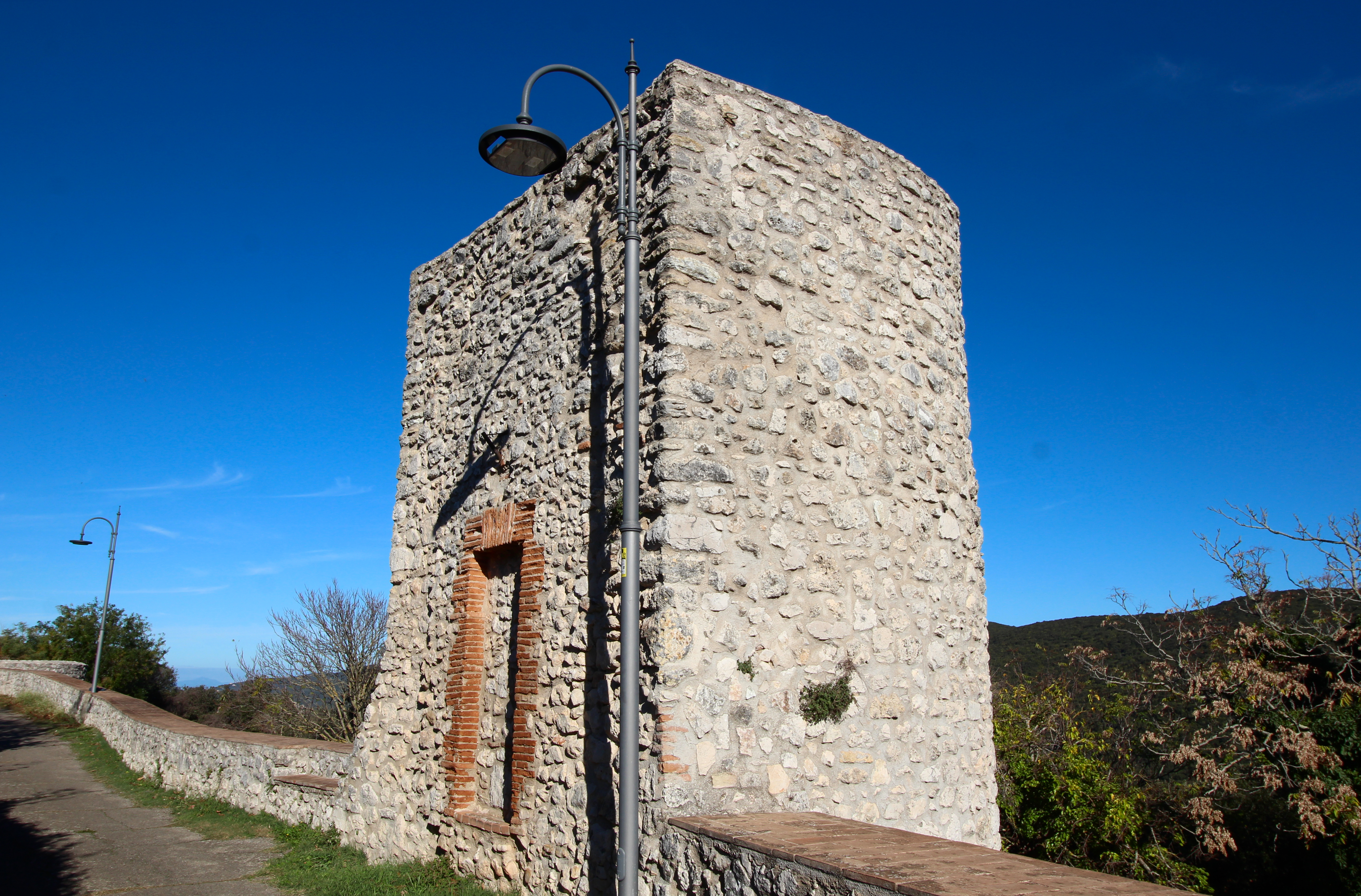
Torrione delle mura
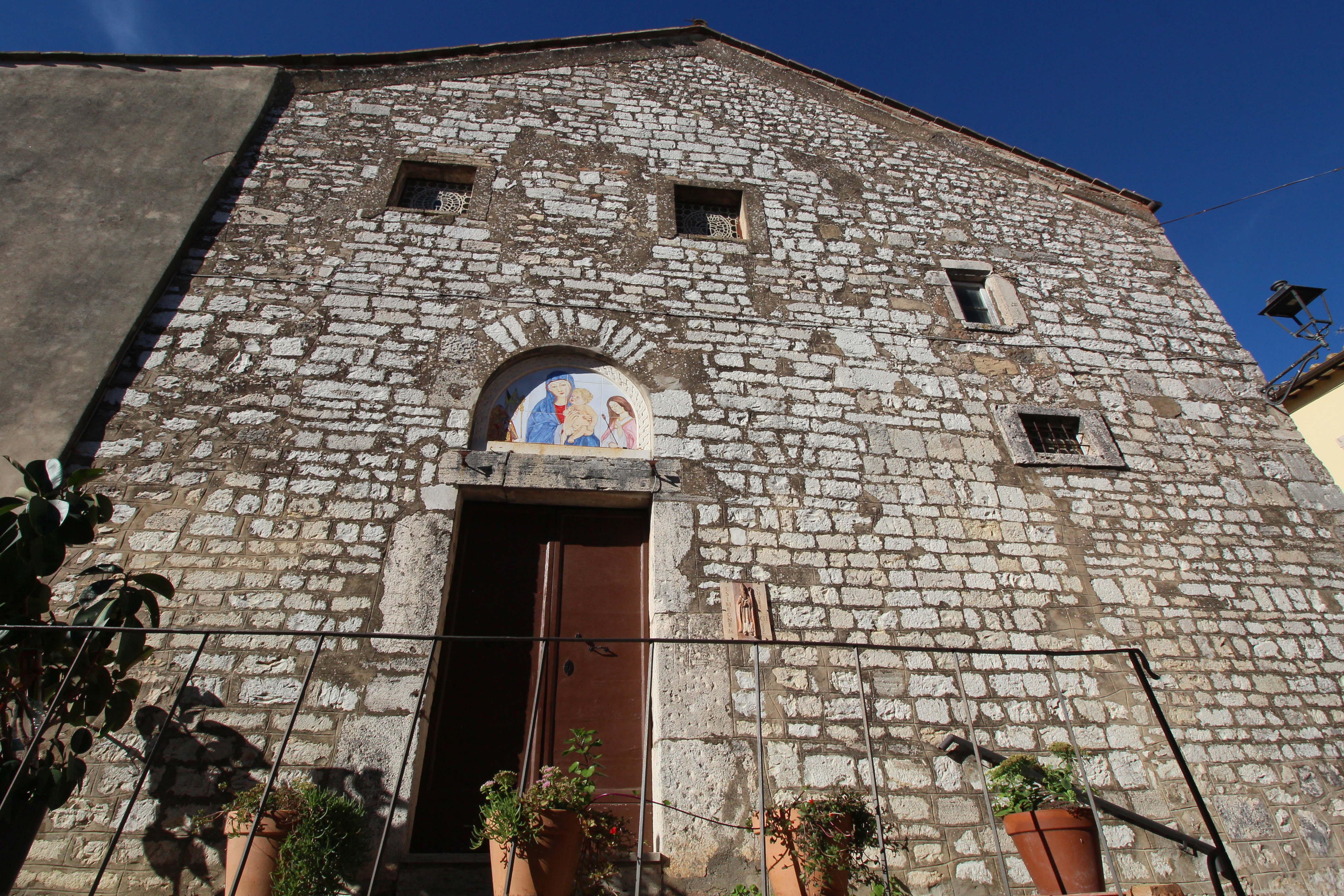
La chiesa di San Simeone
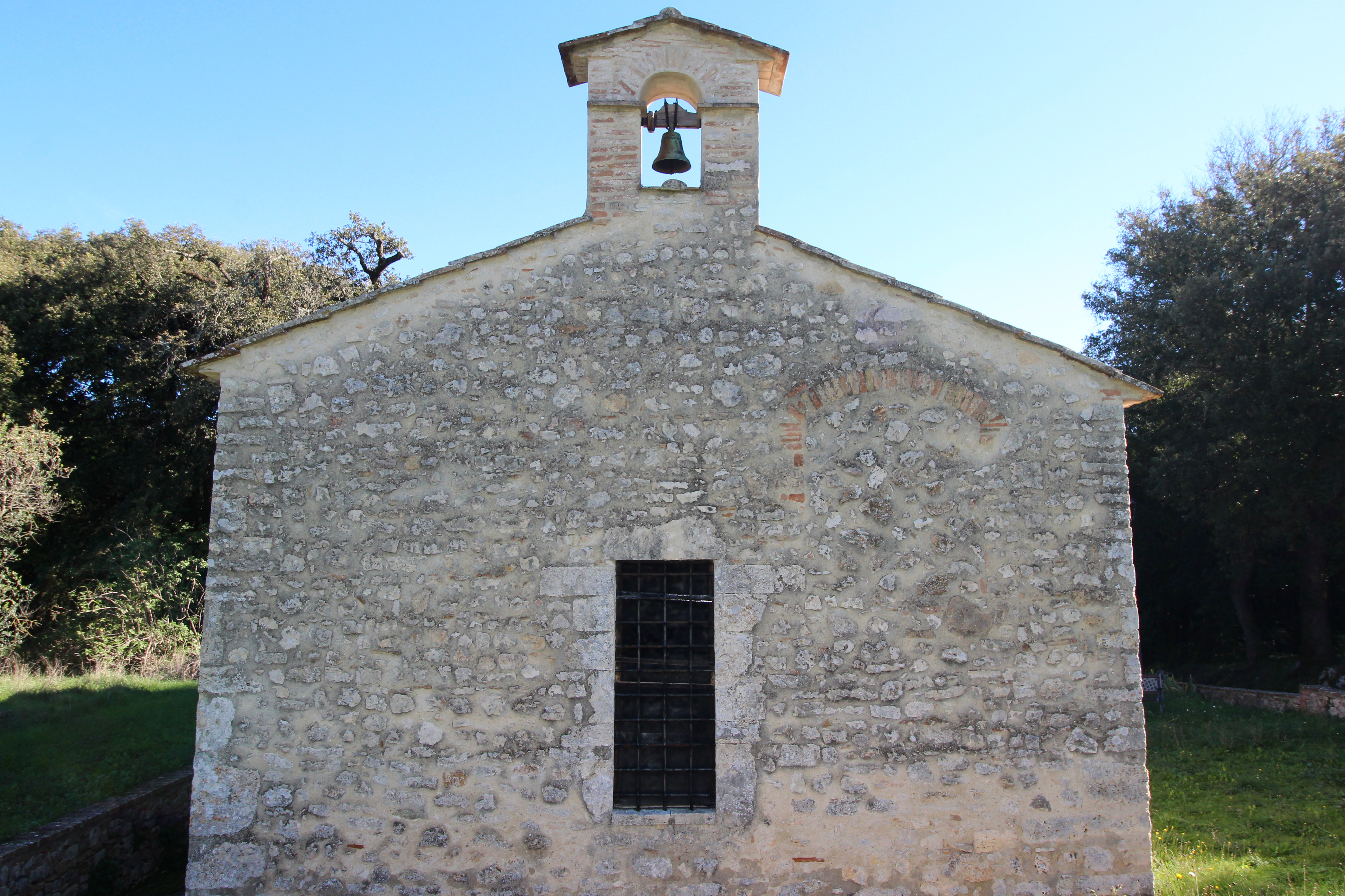
La chiesa di Santa Cristina
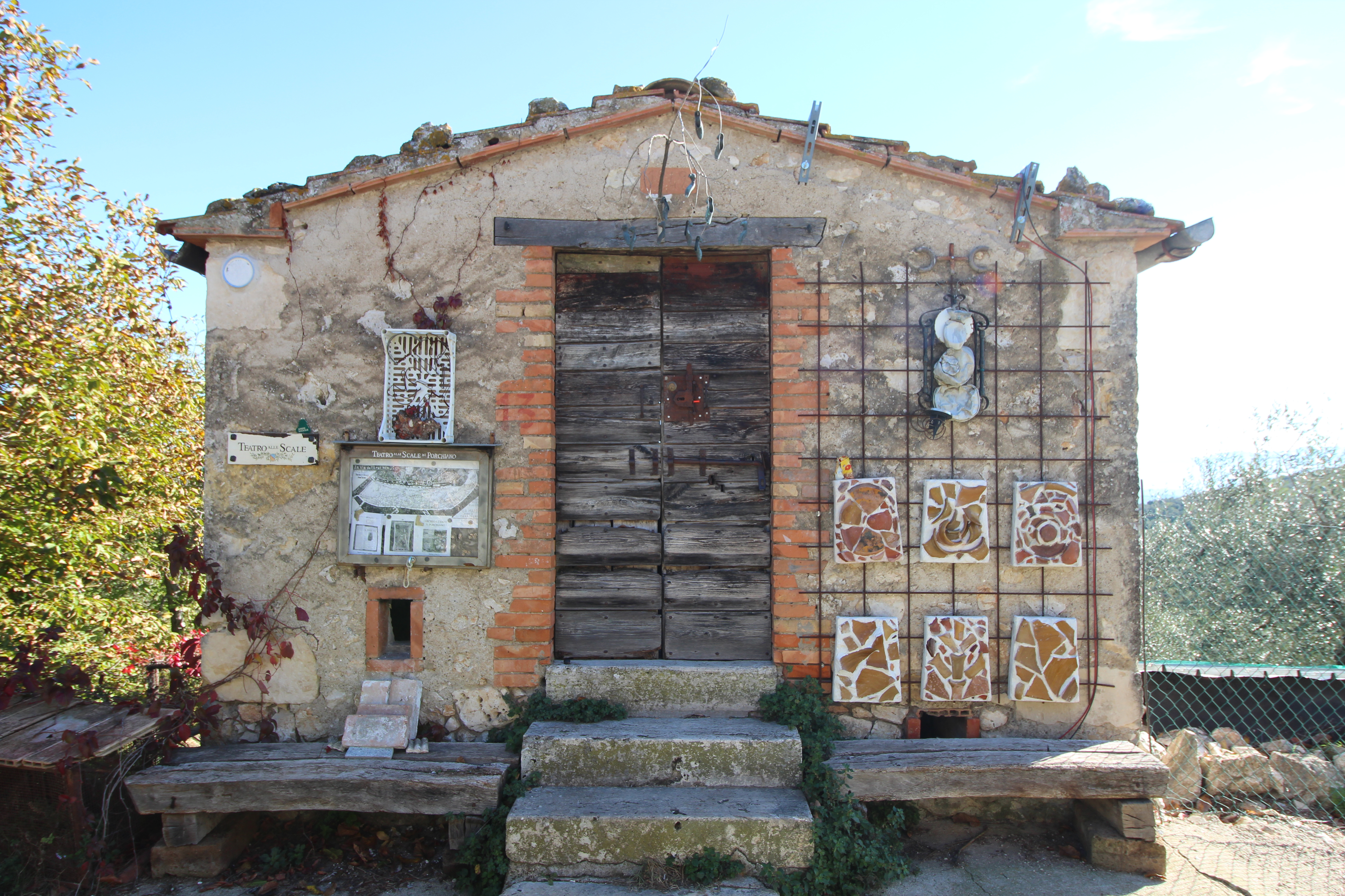
Teatro alle Scale
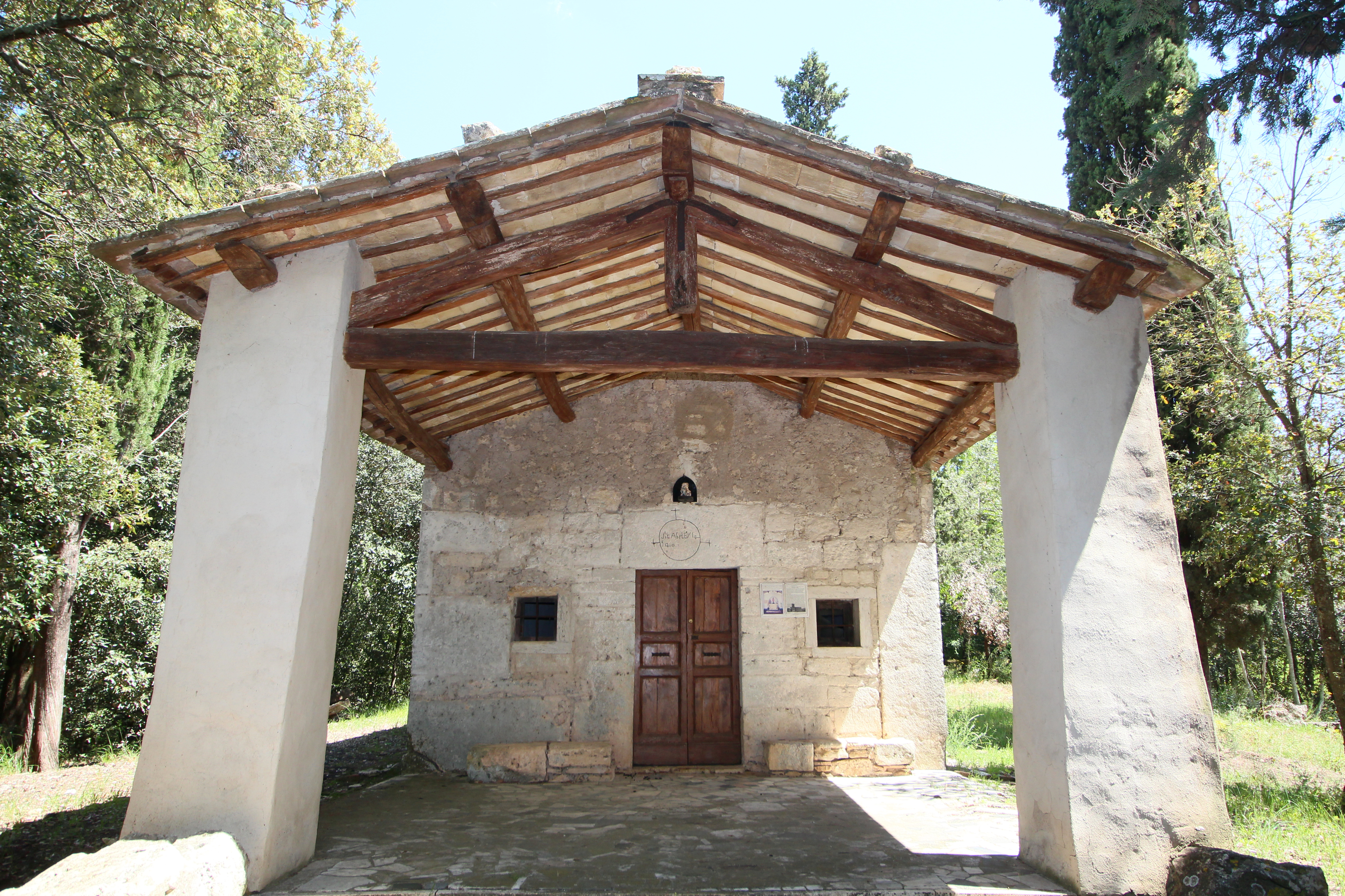
La chiesa di Sant'Antimo
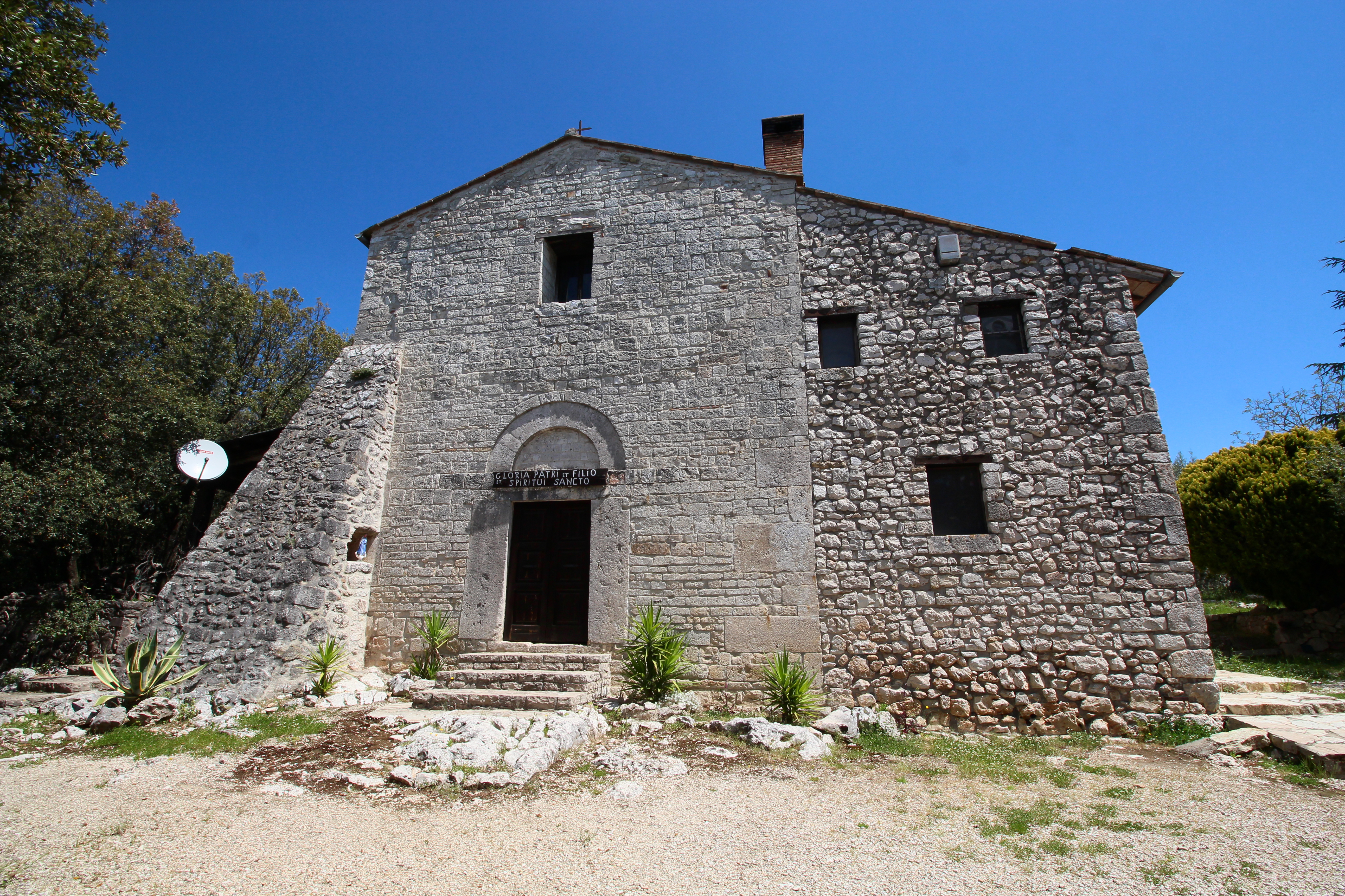
La chiesa della SS. Trinità

## Sport

### Associazioni sportive
- GRAMS BIKE (mountain bike)
- S.S. Ruzzolone
- A.S.D. Porchiano calcio